# Dolbogene manni
Dolbogene manni är en fjärilsart som beskrevs av Clark 1916. Dolbogene manni ingår i släktet Dolbogene och familjen svärmare. Inga underarter finns listade i Catalogue of Life.